# Euplassa bahiensis
Euplassa bahiensis är en tvåhjärtbladig växtart som först beskrevs av Meissn., och fick sitt nu gällande namn av Ivan Murray Johnston. Euplassa bahiensis ingår i släktet Euplassa och familjen Proteaceae. Inga underarter finns listade i Catalogue of Life.